# Leiodytes nicobaricus
Leiodytes nicobaricus là một loài bọ cánh cứng trong họ Bọ nước. Loài này được Redtenbacher miêu tả khoa học năm 1867.